# Női szupertoronyugrás a 2015-ös úszó-világbajnokságon
A 2015-ös úszó-világbajnokságon a női szupertoronyugrás versenyét – három körben – augusztus 4-én rendezték meg. Ez a versenyszám a világbajnokságok történetében először 2013-ban, Barcelonában debütált.
Az amerikai Rachelle Simpson nyerte a női ugrók versenyét. Simpson mellett honfitársa – a 2013-as címvédő –, Cesilie Carlton és a fehérorosz Jana Nyesztyerova állhatott fel a dobogóra.

## Versenynaptár
Az időpontok helyi idő szerint olvashatóak (GMT +03:00).
| Dátum                    | Időpont | Forduló  |
| ------------------------ | ------- | -------- |
| 2015. augusztus 4., kedd | 14:00   | 1–2. kör |
| 2015. augusztus 4., kedd | 15:00   | 3. kör   |

## Eredmény
| # | Versenyző          | Ország                 | 1–3. kör pontjai | 1–3. kör pontjai | 1–3. kör pontjai | Össz.  |
| # | Versenyző          | Ország                 | 1.               | 2.               | 3.               | Össz.  |
| - | ------------------ | ---------------------- | ---------------- | ---------------- | ---------------- | ------ |
|   | Rachelle Simpson   | USA (USA)              | 59,80            | 96,90            | 102,00           | 258,70 |
|   | Cesilie Carlton    | USA (USA)              | 62,40            | 83,30            | 91,65            | 237,35 |
|   | Jana Nyesztyerova  | Fehéroroszország (BLR) | 62,40            | 83,30            | 87,40            | 233,10 |
| 4 | Adriana Jiménez    | Mexikó (MEX)           | 46,80            | 90,00            | 88,40            | 225,20 |
| 5 | Lysanne Richard    | Kanada (CAN)           | 68,90            | 57,35            | 90,10            | 216,35 |
| 6 | Ginger Huber       | USA (USA)              | 66,30            | 69,70            | 77,70            | 213,70 |
| 7 | Anna Bader         | Németország (GER)      | 63,70            | 70,30            | 60,00            | 194,00 |
| 8 | Jacqueline Valente | Brazília (BRA)         | 50,70            | 79,80            | 56,10            | 186,60 |
| 9 | Tara Tira          | USA (USA)              | 50,70            | 54,25            | 74,80            | 179,75 |
|   | Diana Tomilina     | Ukrajna (UKR)          |                  |                  |                  | DNS    |